# Андик (притока Лумпуна)
Анди́к (рос. Андык) — річка у Кіровській області (Унинський район), Росія, права притока Лумпуна.
Річка починається за 1,5 км на південний схід від села Порез. Русло спрямоване на південний схід. Впадає до Лумпуна у присілку Лумпун.
Русло вузьке, долина неширока. Береги місцями заліснені. Приймає декілька дрібних приток.
Над річкою розташовані населені пункти Князево, Виползово, Бармаші та Лумпун, збудовано 3 автомобільних мости.